# Jean-Baptiste Cavaignac de Lalande
Pour les articles homonymes, voir Cavaignac.
Jean-Baptiste Cavaignac né  le 10 janvier 1765 et mort le 1er juillet 1845 est un homme politique français, qui fut sous-préfet de Lesparre (Gironde).

## Biographie
Jean-Baptiste Cavaignac, naquit à Gourdon (Lot), berceau de la famille Cavaignac, le 10 janvier 1765. Il fut  sous-préfet de Lesparre (Gironde) et fait baron de l’Empire par l’empereur Napoléon Ier. Il assistera aux cérémonies du sacre de Napoléon Ier où il sera l’un des représentants de la Gironde.
Il ne doit pas être confondu avec son frère aîné, le conventionnel Jean-Baptiste Cavaignac. La confusion existe pourtant, y compris dans des  biographies imprimées. Il est également le frère de Jacques-Marie Cavaignac de Baragne.
Lorsqu’il était sous-préfet de Lesparre, il n’hésita pas à s’opposer aux décisions préfectorales concernant la pêche aux gords. Il ne fut, hélas, pas entendu et la destruction des zones de pêches aux gords dans l’estuaire de la Gironde eut un effet néfaste sur les mattes qui se virent menacées par les courants.
Il mourut à La Bâtisse à Saint-Sauveur (Gironde), le 1er juillet 1845,

## États de service
- 1787-1788 : nommé auditeur à la juridiction consulaire de Bordeaux[11], chef-lieu du département de la Gironde
- 1789 : prud’homme pour l’élection des juges au tribunal consulaire de Bordeaux[11]
- 1801-1804 : nommé maire de la commune de Saint-Sauveur (canton de Pauillac, arrondissement de Lesparre, département de la Gironde)[11]
- 1804-1814 : nommé le 2 thermidor an XII (21 juillet 1804)[12] sous-préfet de l’arrondissement de Lesparre (l’un des arrondissements du département de la Gironde) à Lesparre, jusqu’à son remplacement en 1814[11]
- 1819-1830 : rappelé le 26 mai 1819[12] aux mêmes fonctions de sous-préfet de l’arrondissement de Lesparre[11]

## Distinctions
- 1811 : créé baron Cavaignac de Lalande par l'empereur Napoléon Ier le 13 février 1811 (lettres patentes du 10 août 1810)[13]
- 1825 : nommé chevalier de l’ordre de la Légion d’honneur, brevet du 19 mai 1825[14], sous le règne de Charles X

## Armoiries
| Figure | Blasonnement |
| ------ | --- |
|        | Jean-Baptiste Cavaignac (10 janvier 1765 - Gourdon ✝ 1er juillet 1845 - Saint-Sauveur Gironde), Maire de Saint-Sauveur (1801-1804), sous-préfet de la Gironde à Lesparre (1804-1814 et 1819-après 1825), baron Cavaignac de Lalande et de l'Empire (13 février 1811). Ecartelé : au I, d'azur à un pont à deux arches d'argent gardé en sénestre ; au II du quartier des Barons Sous-préfets ; au III, de gueules à une gerbe de blé d'or ; au IV, d'azur à une tour d'argent ouverte et ajourée de sable. |